# Ференцевич Юрій
Ю́рій Ференце́вич (6 січня 1926, Львів — 14 лютого 2011, Нью-Йорк) — український громадський діяч , багатолітній Пластун (псевдо «Цюха»), член куреня «Ватага Бурлаків», ветеран першої української дивізії Української Національної Армії «Галичина». Нагороджений пластовими орденами святого Юрія в бронзі, сріблі і золоті, орденом Вічного Вогню в золоті, Грамотою Заслуги і відзнакою 50-ліття Пласту в США, комбатантськими відзнаками учасника боїв під Бродами, медаля Архистратига Михаїла, медалі 50- і 60-ліття Дивізії «Галичина», «За заслуги», Відзнакою 60-ліття боїв під Бродами.

## Короткий життєпис
Здобув незакінчену вищу освіту по професії «електричний дизайнер».
Член підпільного Пласту у Львові з 1942 року, один з організаторів куреня «Передові».
З липня 1943 — в рядах дивізії «Галичина», підстаршина, учасник боїв у «Бродівському котлі».
Після закінчення війни перебував в полоні у Італії. 1947 року після звільнення в Мюнхені вступає до куреня «Бурлаків».
На еміґрації, спочатку в Німеччині, згодом в США. В еміграції друг присвятив себе громадській праці, обіймав керівні посади в Пласті, був в складі проводів різних таборів до останніх років свого життя. Був таборовим референтом управи Пластової Оселі «Вовча Тропа» (Іст-Чатгем).
1968 року займався похоронами доктора Тисовського у Відні.
Брав участь в Крайових пластових з'їздах у США, також в Канаді, в усіх Зборах КУПО (окрім двох останніх в Україні).
У «Ватазі Бурлаків» 30 років був скарбником, займався підготовкою та проведеням лещетарських таборів Whiteface, Killington, West Mountain, Gore Mountain.
Був членом Станиці Братства колишніх вояків 1 УД УНА в Нью-Йорку, скарбником та в складі Крайової Управи Братства 1 УД УНА в США та Головної Управи.
Протягом 1974–1988 років — голова дирекції кредитової кооперативи в Джерсі-Сіті, Нью-Джерсі.
Від 1992 року — як зв'язковий з Галицьким Братством колишніх вояків Дивізії «Галичина».
Жертводавець пластових осель «Сокіл» та «Чота Крилатих» в Україні.
Голова управи Братства охорони воєнних могил «Броди-Лев».
Неодноразово був спостерігачем від української діаспори (Український Конгресовий Комітет Америки) на виборах Президента України та Верховної Ради України.
Координував проекти щодо вшанування пам'яті побратимів-вояків Дивізії «Галичина», з 1992 року щорічно відвідував Львів, востаннє був в Україні влітку 2010 року.
Результатами його праці є:
- військовий цвинтар-меморіал в Червоному,
- монумент Дивізії на Личаківському цвинтарі,
- монумент Дивізії на горі Жбир коло села Ясенів,
- монумент Українським Січовим Стрільцям в Бережанах.

Написав автобіографічну книгу «Ватаги Бурлаків».
На доручення громадськості займався перепохованням на Личаківський цвинтар у Львові:
- тлінних останків Олександра Тисовського, його дружини і сина з цвинтаря у Відні  — 2001,
- праху Президента ЗУНР Євгена Петрушевича та Державного секретаря (міністра) військових справ ЗУНР Дмитра Вітовського — 2002.

Був одружений з Христиною Волицькою, подружжя виховало сина та дочку.